# Vito Napoli

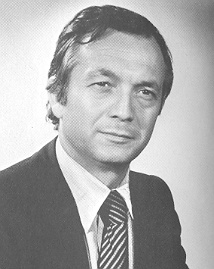
Vito Napoli

Vito Napoli (* 16. November 1931 in Squillace; † 8. November 2004 in Rom) war ein italienischer Journalist und Politiker der Democrazia Cristiana und des Patto per l'Italia.

## Leben
Napoli wuchs in der Provinz Catanzaro, seinem späteren Wahlkreis, in Kalabrien auf. Er absolvierte Universitätsstudien und arbeitete ab 1962 als Journalist und politischer Kolumnist. Napoli war in Turin für die renommierte Zeitung Gazzetta del Popolo tätig, die 1983 nach einem Bestehen von 135 Jahren eingestellt wurde. 1970 wurde Vito Napoli der Premio Saint-Vincent per il giornalismo zuerkannt, der als Pulitzer-Preis Italiens gilt. Er war verheiratet.

## Politische Laufbahn
Napoli gehörte dem italienischen Parlament von der siebten Legislaturperiode 1976 bis zur elften Legislaturperiode 1994 als Abgeordneter an. Im Parlament diente er in den Ausschüssen für Innenpolitik, Handel, Tourismus und internationale Beziehungen. In den 1980er Jahren widmete er sich den Kontakten zwischen den Parlamenten Italiens und Australiens. Nachdem die Democrazia Cristiana 1994 auseinandergebrochen war, kandidierte er bei den Parlamentswahlen im selben Jahr für das von Mino Martinazzoli geführte Wahlbündnis Patto per l'Italia in Paola, erreichte jedoch nur 17,2 Prozent der Stimmen. Er war 1980 Staatssekretär im zweiten von Francesco Cossiga gebildeten Kabinett. Von 1989 bis 1994 gehörte Vito Napoli auch dem Europäischen Parlament an. Zeitweilig wurde er von Friederike Migneco beraten.

## Trivia
Als die Democrazia Cristiana 1993 die Kommunalwahlen in allen bedeutenden Städten verlor, wurde Vito Napoli durch einen Ausspruch bekannt, in dem er den Verlust der Metropolen Gewinne in kleinen kalabrischen Gemeinden gegenüberstellte und den der Corriere della Sera als „unsterbliche Worte bezeichnete“: „Wir haben Rom, Neapel, Venedig und Palermo verloren, aber es gibt ermutigende Signale. Ich spreche von unseren Erfolgen in Gerace, Pizzo Calabro und Praia a Mare.“
Vito Napoli und andere Parlamentsabgeordnete aus Kalabrien sollen versucht haben, die ’Ndrangheta in die Suche nach dem 1978 entführten Aldo Moro einzubinden. Vito Napoli wird auch mit der Organisation Propaganda Due in Verbindung gebracht.